# Жорж Франсуа Ройтер
Жорж Франсуа Ройтер (фр. Georges François Reuter) — французький натураліст.

## Біографія
Спочатку він був гравером у Парижі, де навчався у Антуана-Лорана де Жус'є. У 1826 році він став гравером у Женеві, в майстерні М. Рочата, і продовжував захоплюватися ботанікою. 1832 року, за поданням Огюстена Пірама де Кандоля, він опублікував перше видання Каталогу судинних рослин кантону Женева (фр. Catalogue des plantes vasculaires du canton de Genève). Наступного року він став куратором гербарію де Кандоля, і був ним до 1842 року, коли поїхав досліджувати флору центральної Іспанії.
Повернувшись у Женеву, він став куратором гербарію П'єра Едмона Буасьє, цю посаду він не залишав до своєї смерті. 1838 року він, разом з Анрі Марго (Henri Margot (1807–1894)) опублікував «Нарис флори острова Занте» (фр. Essai d’une flore de l’île de Zante). Жорж Франсуа Ройтер керував ботанічним садом Женеви з 1849 року. У 1838 році на його честь Буазьє назвав ботанічний рід Reutera (зараз це синонім до назви Pimpinella — бедринець). 

## Публікації
- Essai sur la végétation de la Nouvelle Castille, 1843 — нарис про рослинність Нової Кастилії.
- Quelques notes sur la végétation de l'Algérie, 1852 — деякі примітки щодо рослинності Алжиру.
- Catalogue des plantes vasculaires qui croissent naturellement aux environs de Genéve, 1861 — каталог судинних рослин, рідних для околиць Женеви.